# Granica kurlandzko-polska
Granica pomiędzy Rzecząpospolitą (Inflanty, Inflanty Polskie, Wielkie Księstwo Litewskie) i księstwem Kurlandii i Semigalii istniała w latach 1561-1795.
Granica powstała  w 1561 roku po przyłączeniu Inflant do Rzeczypospolitej i  otrzymaniu jako lenna Kurlandii przez ostatniego mistrza zakonu inflanckiego.
Granica północna biegła od wybrzeża Zatoki Ryskiej, na zachód od Rygi, która pozostawała po stronie Inflant, następnie rzeką Dźwiną na wschód za Krasław. Taka granica istniała do 1622 roku (1629). Po powstaniu Inflant Szwedzkich granica uległa skróceniu i biegła od ujścia Ewikszty (okolice Kryżborka) Dźwiną, na wschód od Krasławia. Była to granica z Inflantami Polskimi, istniała do I rozbioru w 1772 roku.
Granica południowa brała początek na wybrzeżu Morza Bałtyckiego na północ od Połągi (Święta), biegła łukiem w kierunku północno-wschodnim na północ od miasta Szkudy. Po przecięciu rzeki Windawa (Wenta) przybierała kierunek wschodni, biegła na północ od Możejek, Żagar, Żejmeli i dochodziła do rzeki Aa. Tu kierowała się ku rzece Niemenek (Memele, Nemunelis), biegła nurtem tej rzeki w kierunku południowo-wschodnim następnie łagodnym łukiem dochodziła na południe od Dyneburga do Dźwiny (na zachód od Drui).
Granica ta ukształtowała się w XIII/XIV wieku jako granica między ziemiami Litwy i inflancką gałęzią zakonu krzyżackiego.
Granica ta przetrwała do III rozbioru w 1795.
Po rozbiorach granica ta rozgraniczała gubernię kurlandzką od kowieńskiej i wileńskiej.
Po 1918 roku  była (i jest obecnie) granicą litewsko-łotewską.